# Nancy Duarte
Nancy Duarte é uma escritora e palestrante estadunidense, diretora-executiva da agência de comunicação Duarte, Inc. Ela é autora de diversos livros, incluindo Slide:ology: A Arte e a Ciência para Criar Apresentações que Impressionam (Universo dos Livros, 2010), Apresentações Persuasivas (ACTUAL, 2018), Resonate: Present Visual Stories that Transform Audiences (2010) e Illuminate: Ignite Change Through Speeches, Stories, Ceremonies and Symbols (2016).

## Educação
Nancy Duarte frequentou o programa de Desenvolvimento Gerencial para Empreendedores da Anderson School of Management da UCLA.

## Carreira
Em 2003, Duarte foi procurada pelo ex-vice-presidente estadunidense, e candidato derrotado nas eleições de 2000, Al Gore, que lhe pediu ajuda para melhorar uma apresentação de slides que vinha fazendo por todo o país, falando dos riscos do aquecimento global. Nancy e sua equipe não apenas tornaram a apresentação de slides em questão mais agradável visualmente, como também contribuíram para que o resultado entregue se transformasse no documentário conhecido como Uma Verdade Inconveniente, primeiro longa-metragem inteiramente baseado em uma apresentação de slides. Ela também trabalhou em parceria com a organização das TED Talks, onde não apenas auxiliou a promoção de mudanças de qualidade nas apresentações realizadas nos eventos, como também apresentou suas próprias palestras. Citada por publicações que escrevem sobre estilo de apresentação, incluindo o periódico britânico The Guardian, atualmente Nancy ocupa o cargo de CEO da empresa homônima Duarte, Inc, que desenvolveu dezenas de milhares de apresentações para uso por diversas empresas e organizações.

## Livros
O primeiro livro escrito por Nancy Duarte foi Slide:ology: The Art and Science of Creating Great Presentations. Publicada originalmente em 2008, a obra discute os elementos de apresentações públicas eficazes. Em 2010, publicou seu segundo livro, Resonate: Present Visual Stories that Transform Audiences, uma continuação de seu primeiro livro que expande seu método de criação de apresentações profissionais. Parte deste segundo livro se baseia em um padrão que Duarte afirma ser comum entre grandes narradores ou contadores de histórias, onde eles passam o tempo alternando entre "o que é" e "o que poderia ser". O terceiro livro de Duarte, The Harvard Business Review Guide to Persuasive Presentations, foi lançado em 2012. Em 2016, Duarte foi coautora do livro Illuminate: Ignite Change Through Speeches, Stories, Ceremonies and Symbols, com Patti Sanchez. Em 2019, Duarte publicou seu quarto livro, Data Story: Explain Data and Inspire Action Through Story.